# Horn Béla
Horn Béla, teljes nevén Horn Béla Jenő Jakab (Apatin, 1902. május 24. – Budapest, 1983. március 10.) orvos, szülész-nőgyógyász, egyetemi tanár, az orvostudományok kandidátusa (1960).

## Életpályája
Szülei Horn Ádám és Vass Róza (1881–1956) voltak. Elemi iskolai tanulmányait szülővárosában végezte. 1913 és 1919 között a Kalocsai Érseki Katolikus Főgimnáziumban tanult. 1921-ben a Zombori Állami Főgimnáziumban érettségizett. Az év szeptemberében a budapesti Pázmány Péter Tudományegyetem Orvostudományi Karán kezdte meg felsőfokú tanulmányait. 1928. február 11-én avatták orvosdoktorrá.
1928 és 1930 között az I. számú Szülészeti és Nőgyógyászati Klinika díjtalan gyakornoka volt. 1930-ban szülész-nőgyógyász szakképesítést szerzett. 1930 és 1933 között a Szent Rókus Kórház Szülő- és Nőbeteg Osztályán dolgozott segédorvosként. 1933-tól 1936-ig ismét az I .sz. Szülészeti és Nőgyógyászati Klinika díjtalan gyakornokaként, 1936-tól 1946-ig fizetéstelen tanársegédeként működött. 1936 és 1938 között a Magyar Iparművészeti Főiskolán egészségtant adott elő. 1946 és 1950 között egyetemi adjunktus volt.
1947-ben a Női betegségek kórismézése című tárgykörből magántanárrá habilitálták. 1947–1948-ban az Orvosegészségügyi Szakszervezet Nőgyógyász Szakcsoportjának főtitkára, 1948–1949-ben a Magyar Nőgyógyász Szakcsoport elnöke, valamint a Magyar Nőorvosok Lapja szerkesztőbizottságának tagja volt. 1948-ban Sebestény Gyula felügyelete mellett megbízták az I. sz. Szülészeti Tanszék vezetésével. 1948 és 1951 között az Országos Közegészségügyi Tanács tagja, 1950 és 1952 között nyilvános rendkívüli tanár volt. 1951-től 1972-ig egyetemi tanár és a Budapesti Orvostudományi Egyetem I. sz. Női Klinikájának igazgatója volt. 1955–1957 között a Magyar–Szovjet Társaság orvoscsoportjának elnöke volt. 1972-ben nyugalomba vonult. 1972-től nyugdíjas tudományos tanácsadó volt.

### Családja
1934. október 16-án házasságot kötött Barcza Heiman Rózsával, Barcza Heiman József és Weisz Terézia lányával.

### Munkássága
A sebészeti osztályon is kiegészítette műtéti ismereteit. Közleményeinek száma mintegy 70. A Magyar Nőorvosok Lapja társszerkesztője és az Orvosok Lapja szerkesztőbizottságának tagja volt. Megszervezte a toxicosis kutató laboratóriumot és osztályt. Országos viszonylatban elsőnek szervezte meg az erosio ambulanciát. Munkássága alatt bontakozott ki az 1946-ban létesített Országos Meddőségvizsgáló Intézet, amely később az Országos Meddőségvizsgáló Osztály elnevezést kapta. Kezdeményezésének eredménye, hogy az 1950-es évek elején bevezették a szülészeti fájdalomcsillapítást szolgáló pszichoprofilaktikus előkészítést. Működéséhez kapcsolódik a szülés utáni rutinszerű cervix revízió, amely a későbbi években országosan is kötelezővé vált. Országosan elismert kiváló operatőr volt, nevét viseli a pruritus vulvae gyógyításában rutinszerűen alkalmazásra kerülő műtéti beavatkozás.
Sírja a Farkasréti temetőben található (7/11. (7/A.)-2-72).

## Művei
- Adatok a disgerminoma klinikumához. – Lappangó chorionepithelioma malignum (Az I. sz. Női Klinika Közleményei, 1944)
- Hasi műtétek utáni összenövések megelőzése (Magyar Nőorvosok Lapja, 1948)
- Súlyos paralyticusos ileusok megoldása (Magyar Nőorvosok Lapja, 1949)
- A heveny petefészektályogokról (Magyar Nőorvosok Lapja, 1950)
- Fájdalomcsillapítás a szülészetben, különös tekintettel a Dolamid – Depridol – és a B1 vitamin fájdalomcsillapító hatására. – A sectio caesarea kiterjesztése súlyos toxaemiában szenvedők eseteire (Péteri Lászlóval, Tarján Györggyel; Magyar Nőorvosok Lapja, 1951)
- A szülészet tankönyve (egyetemi tankönyv; Zoltán Imrével; Illusztrálta: Arnberg József; Budapest, 1951; 2. átdolgozott és bővített kiadás: 1958; 3. átdolgozott és bővített kiadás: 1961; 4. kiadás: 1966; 5. kiadás: 1971; 6. átdolgozott kiadás: 1976)
- A szülés alatti fájdalomcsillapítás (Orvosi Hetilap, 1952. 25.)
- A lepényleválasztás kérdésének revíziója (Goszleth Tiborral, Mészáros Jánossal; Magyar Nőorvosok Lapja, 1952)
- 200 szokványos vetélés kezelése kapcsán szerzett tapasztalataink (Asztalos Gyulával, Orbán Györggyel; Magyar Nőorvosok Lapja, 1954)
- A vulva peripheriás idegrostjainak vizsgálata ún. praecancerosus állapotoknál (Ágoston Jánossal, Rechnitz Kurttal; Magyar Nőorvosok Lapja, 1955)
- Eredményeink a konzervatív eszközökkel befolyásolhatatlan pruritus vulvae és a leukoplakia gyógykezelésében Horn-féle műtéttel (Gergely Pállal; Magyar Nőorvosok Lapja, 1955 németül: Gynaecologia, 1955)
- A lepényi szak vezetése Ergometrinnel (Bókay Jánossal, Varjasi Ferenccel; Magyar Nőorvosok Lapja, 1955; angolul, németül, oroszul és franciául: Therapia Hungarica, 1955)
- A fogamzásgátlásról (Budapest, 1957)
- A pruritus vulvae (Kandidátusi értekezés; Budapest, 1960)
- A méhnyak-elégtelenség sebészi kezelése a terhesség alatt (Gimes Rezsővel; Magyar Nőorvosok Lapja, 1960)
- Szülészeti műtéttan (egyetemi tankönyv; Zoltán Imrével; Budapest, 1962)
- Terhes nőn észlelt Millroy–Nonne–Meige-féle betegség (Kiszel Jánossal; Orvosi Hetilap, 1963)
- A méhkiirtás után visszahagyott petefészek működéséről (Gimes Rezsővel, Kónya Zoltánnal; Magyar Nőorvosok Lapja, 1963)
- Idős nőbetegeinken végzett műtéteink tapasztalatai (Paál Margittal, Szinnyai Miklóssal; Orvosi Hetilap, 1964. 27.)
- A terhesség és az uropoetikus rendszer betegségei (A terhesség szövődése belgyógyászati betegségekkel. II. köt. Szerkesztette: Bársony Jenő. Budapest, 1965)
- Adatok a fejlődési rendellenességek etiológiájához (Orvosi Hetilap, 1965. 35.)
- Szülészet. Egészségügyi szakiskolák tankönyve (Lajos Lászlóval, Zoltán Imrével; Budapest, 1968; 5. kiadás: 1976)

## Díjai, elismerései
- Szocialista Munkáért (1953)